# Accusé de réception

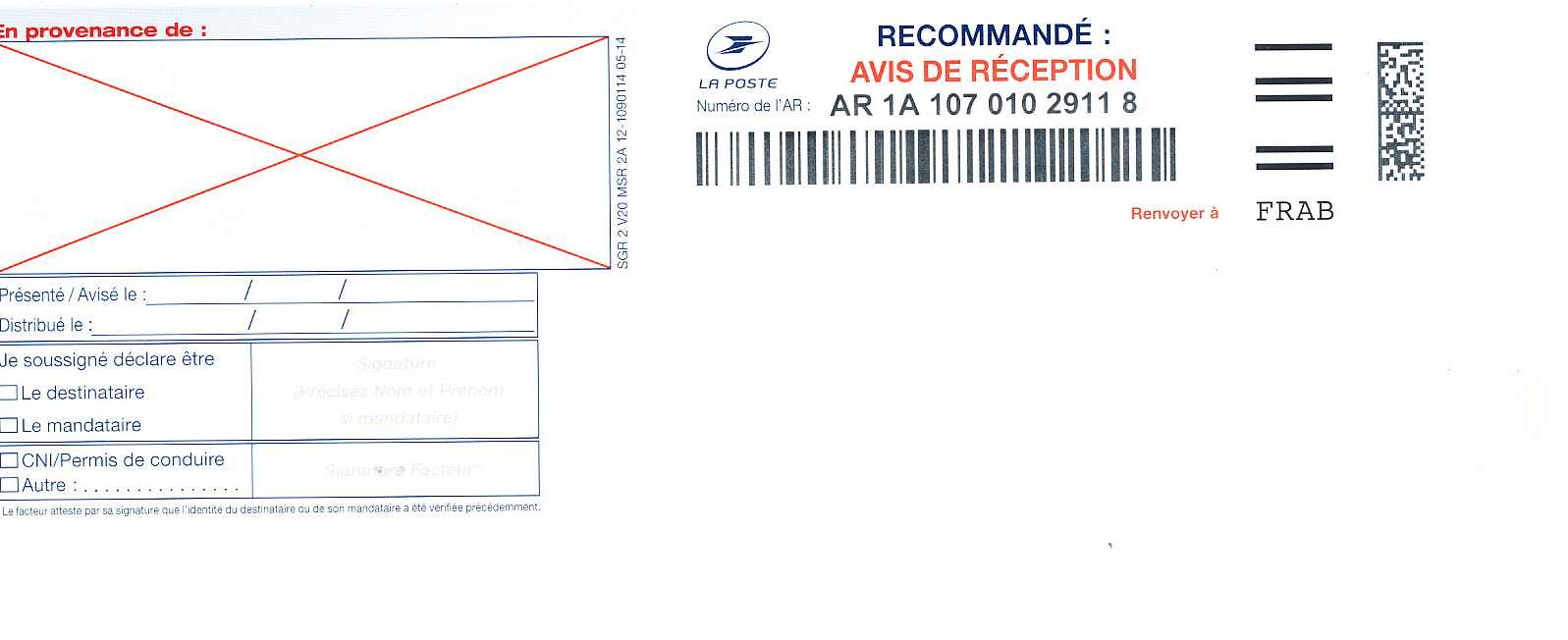
Lettre recommandée avec accusé de réception en France

Un avis ou accusé de réception (AR) est un message ou un signal émis de manière standardisée, et parfois automatique, afin d'informer un expéditeur que ce qu'il a envoyé a bien été reçu.
Les accusés de réception ont d'abord existé dans les systèmes postaux, avant d'être étendus aux communications dématérialisées (transmissions radio, courriers électroniques, messages textuels en téléphonie mobile, protocoles de communication).
Ils peuvent avoir une valeur légale pour prouver la réception d'un document, lorsqu'ils portent la signature du destinataire.